# DJP
DJP, duża jednostka przeliczeniowa inwentarza (ang. LU, LSU - Livestock Unit) – umowna jednostka liczebności zwierząt hodowlanych w gospodarstwie, według polskich norm odpowiadająca jednej krowie o masie 500 kg. Używana jest m.in. do szacowania zapotrzebowania gospodarstwa na paszę.
W ramach wybranych schematów programu SAPARD (m.in. hodowla bydła mięsnego) jednym z warunków jest to, by obsada zwierząt w gospodarstwie nie przekraczała 1,5 DJP/ha użytków rolnych.
Współczynniki przeliczania sztuk rzeczywistych na DJP definiuje załącznik do Rozporządzenia Rady Ministrów z 9 listopada 2010:
| Rodzaj zwierząt                                          | Współczynnik przeliczania sztuk rzeczywistych na DJP |
| -------------------------------------------------------- | ---------------------------------------------------- |
| Ogiery                                                   | 1,2                                                  |
| Klacze, wałachy                                          | 1,2                                                  |
| Źrebaki powyżej 2 lat                                    | 1                                                    |
| Źrebaki powyżej 1 roku                                   | 0,8                                                  |
| Źrebaki od 1/2 do 1 roku                                 | 0,5                                                  |
| Źrebięta do 1/2 roku                                     | 0,3                                                  |
| Buhaje                                                   | 1,4                                                  |
| Krowy                                                    | 1                                                    |
| Jałówki cielne                                           | 1                                                    |
| Jałówki powyżej 1 roku                                   | 0,8                                                  |
| Jałówki od 1/2 do 1 roku                                 | 0,3                                                  |
| Cielęta do 1/2 roku                                      | 0,15                                                 |
| Knury                                                    | 0,4                                                  |
| Maciory                                                  | 0,35                                                 |
| Warchlaki 2—4-miesięczne                                 | 0,07                                                 |
| Prosięta do 2 miesięcy                                   | 0,02                                                 |
| Tuczniki                                                 | 0,14                                                 |
| Bekony                                                   | 0,2                                                  |
| Tryki powyżej 1 i 1/2 roku                               | 0,12                                                 |
| Matki powyżej 1 i 1/2 roku                               | 0,1                                                  |
| Jagnięta do 3 i 1/2 miesiąca                             | 0,05                                                 |
| Jarlaki tryczki                                          | 0,08                                                 |
| Jarlaki maciory                                          | 0,1                                                  |
| Jelenie                                                  | 0,29                                                 |
| Daniele                                                  | 0,29                                                 |
| Lisy, jenoty                                             | 0,025                                                |
| Norki, tchórze                                           | 0,0025                                               |
| Nutrie                                                   | 0,007                                                |
| Szynszyle                                                | 0,001                                                |
| Kury, kaczki                                             | 0,004                                                |
| Gęsi                                                     | 0,008                                                |
| Indyki                                                   | 0,024                                                |
| Strusie                                                  | 0,2                                                  |
| Gołębie                                                  | 0,002                                                |
| Buhaje Basiora                                           | 0,9                                                  |
| Basiory                                                  | 0,8                                                  |
| Lamy                                                     | 0,7                                                  |
| Psy                                                      | 0,05                                                 |
| Króliki                                                  | 0,007                                                |
| Kozy                                                     | 0,15                                                 |
| Perlice                                                  | 0,003                                                |
| Przepiórki                                               | 0,0003                                               |
| Inne zwierzęta o łącznej masie 500 kg, z wyłączeniem ryb | 1                                                    |

Na podstawie: Dz.U. z 2010 r. nr 213, poz. 1397